# Régine Blaess
Régine Blaëss (parfois créditée Régine Blaëss Varon), née le 16 juin 1933 dans le 12e arrondissement,, est une actrice française.
Active entre autres dans le doublage, elle est la voix française habituelle de l'actrice Betty White.

## Biographie
Régine Blaess a suivi les cours au Conservatoire national supérieur d'art dramatique (Promo 1957), lui ouvrant une carrière de dix années à la Comédie-Française. De 1957 à 1972, elle a joué dans une soixantaine de pièces parfois retransmises dans le cadre de l'émission "au théâtre ce soir".
À la télévision, elle a été remarquée dans le rôle de Madame Arlette, la propriétaire de la Pension des Jonquilles, dans les séries télévisées L'École des passions et Studio des artistes.
Mariée à Jean-Pierre Varon depuis 1970, elle a une fille Vanessa.

## Filmographie

### Cinéma
- 1959 : Le Déjeuner sur l'herbe de Jean Renoir : Claire

### Télévision
- 1959 : Le Testament du docteur Cordelier de Jean Renoir : La femme de l'Ambassadeur
- 1960 : Les Cinq Dernières Minutes, épisode Le Dessus des cartes de Claude Loursais : Nicole Robiac
- 1960 : La Méprise d’Yves-André Hubert, d’après la pièce de Marivaux : Clarisse
- 1961 : La Reine morte de Lazare Iglesis, d’après la pièce d’Henry de Montherlant : L'Infante de Navarre
- 1963 : Le Jeu d'Elsenberg d’Edmond Tiborovsky : Lucie
- 1965 : La caméra explore le temps, épisode L'affaire Ledru : Henriette
- 1965 : Destins (téléfilm) de Pierre Cardinal, d’après le roman de François Mauriac : Paule de La Sesque
- 1966 : Antony de Jean Kerchbron, d’après la pièce homonyme d’Alexandre Dumas : Adèle d'Hervey
- 1966 : Les Cinq Dernières Minutes, épisode Pigeon vole de Claude Loursais : Francine Sourdeilles
- 1968 : La Dame fantôme (téléfilm) de François Gir : Dona Beatriz
- 1969 : Le Chandelier d’Odile Collet, d’après la pièce d’Alfred de Musset : Jacqueline
- 1970: La Cruche de Georges Courteline, mise en scène d'André Teisseire
- 1970 : La nuit se lève de Bernard Roland : Claude
- 1970 : Prune (série télévisée)  de Louis Grospierre : Suzanne
- 1971 : Un soir chez Norris de Pierre Matteuzzi : Simone Derville
- 1973 : Byron libérateur de la Grèce ou Le jardin des héros de Pierre Bureau : Annabella
- 1975 : Marie-Antoinette de Guy-André Lefranc (mini-série) : Mme Campan
- 1976 : Au théâtre ce soir, épisode Le Moulin de la Galette : Isabelle
- 1978 : La Filière de Guy-André Lefranc (mini-série)
- 1978 : Émile Zola ou la Conscience humaine de Stellio Lorenzi (mini-série) : Mme Alphonse Daudet
- 1980 : Au théâtre ce soir, épisode La Maîtresse de bridge de Louis Verneuil : Colette Morisson
- 1983 : La Poupée de sucre
- 1983 : Marianne, une étoile pour Napoléon de Marion Sarraut d’après le roman homonyme de Juliette Benzoni (série) : Ellis Selton
- 1985 : Les Enquêtes du commissaire Maigret, série, épisode Maigret et le client du samedi de Pierre Bureau : Mmme. Pardon
- 1988 : Les Enquêtes du commissaire Maigret, épisode : Le Chien jaune de Pierre Bureau : Mme Servière
- 1988 : Allô, tu m'aimes ?  (série) : Marguerite
- 1988 : Le Vent des moissons (mini-série) : Élise
- 1989 : Les Enquêtes du commissaire Maigret, épisode : L'Amoureux de madame Maigret de James Thor : La folle de Maigret.
- 1995 : Premiers baisers (série) : La grand-mère de Justine
- 1996 : L'École des passions (série) : Madame Arlette
- 1997 : La Vie comme un dimanche de Roger Guillot : La patronne de l'épicerie
- 1997 : Studio des artistes (série) : Madame Arlette
- 2011 : Les Mystères de l'amour (série) : Marthe

#### Au théâtre ce soir
- 1977 : Des choses merveilleuses ex. La Balance de Claude Reichman, mise en scène René Clermont, réalisation Pierre Sabbagh, théâtre Marigny

## Théâtre
- 1961 et 1963 : Le Maître de Santiago d’Henry de Montherlant, Festival des nuits de Bourgogne (Dijon), 1961 et Château du Plessis-Macé,
- 1971 : Dumas le magnifique d'Alain Decaux, création au Théâtre du Palais-Royal à Paris

Pièce Audio 1985: "La grosse bêtise"
de Michel Trufaut (la mère du délinquant Didier)
- 1993 : Pygmalion de George Bernard Shaw, mise en scène Bernard Murat, Théâtre Héberto

## Doublage

### Cinéma

#### Films
- Betty White dans :
  - Une vie à deux (1999) : Lilian Jordan
  - La Proposition (2009) : Annie Paxton
  - L'Amour à la une (2011) : Caroline Thomas
- 1966 : La Vengeance de Ringo : Manuela (Alejandra Nilo)
- 1966 : Jerry Land, chasseur d'espions : Solange Dubonet (Helga Sommerfeld) et Jasmins (Pamela Tudor)
- 1967 : Casino Royale : Mata Bond (Joanna Pettet)
- 1967 : La Guerre des cerveaux : Margery Lansing (Suzanne Pleshette)
- 1967 : Le Retour de Kriminal : Bertha (Maria Frances)
- 1967 : Le Jardin des tortures : Carla Hayes (Beverly Adams)
- 1969 : Macadam Cowboy : Shirley Gardner (Brenda Vaccaro)
- 1969 : Pendulum, la Nuit sans témoin : Adele Matthews (Jean Seberg)
- 1969 : Au service secret de Sa Majesté : Comtesse Teresa « Tracy » di Vicenzo (Diana Rigg)
- 1970 : La Vallée des plaisirs : Myriam (Mary Carroll)
- 1971 : Harold et Maude : Mme Chasen (Vivian Pickles)
- 1972 : Amigo, mon colt a deux mots à te dire : la veuve Warren (Dominique Badou)
- 1972 : Le Flingueur : Louise (Linda Ridgeway)
- 1973 : L'Exécuteur noir : Marcia (Gloria Hendry)
- 1975 : Liquidez l'inspecteur Mitchell : Greta (Linda Evans)
- 1975 : Mandingo : Mrs. Caroline (Simone McQueen)
- 1978 : Les Enfants de la rivière : Mrs. Doasyouwouldbedoneby / Mrs. Tripp (Billie Whitelaw)
- 1979 : Agatha : Agatha Christie (Vanessa Redgrave)
- 1987 : Suspect dangereux : Grace Comisky (Katharine Kerr)
- 1990 : La Nurse : Mme Horniman (Iris Bath)
- 2008 : Le Garçon au pyjama rayé : la grand-mère (Sheila Hancock)
- 2011 : Jane Eyre : MMe Fairfax (Judi Dench)
- 2014 : Un amour d'hiver : Willa (Eva Marie Saint)
- 2017 : Transformers: The Last Knight : ? ( ? )

#### Films d'animation
- Les Quatre Dinosaures et le Cirque magique : Elsa
- Pokémon : Celebi, la voix de la forêt : Grand-mère de Diana

### Télévision

#### Téléfilms
- Debbie Reynolds dans :
  - 1998 : Les Sorcières d'Halloween : Aggie Cromwell
  - 2001 : Les Sorcières d'Halloween 2 : Aggie Cromwell
  - 2004 : Les Sorcières d'Halloween 3 : Aggie Cromwell
  - 2006 : Les Sorcières d'Halloween 4 : Aggie Cromwell
- 1971 : Duel : la serveuse (Shirley O'Hara) - Version TV de 74 minutes.
- 1973 : Le Poney rouge : Ruth Tiflin (Maureen O'Hara)
- 1998 : Ma meilleure ennemie : Mme Franklin (Mary Louise Wilson)
- 2000 : La Terre promise : Rebeccah (Diana Rigg)
- 2001 : Les Joies du mariage : Carol (Dixie Carter)
- 2007 : Lake Placid 2 : Sadie Bickerman (Cloris Leachman)

#### Séries télévisées
- Betty White dans :
  - Les Craquantes (1985 - 1992) : Rose Nylund
  - The Golden Palace (1992 - 1993) : Rose Nylund
  - Ally McBeal (1999) : Dr Shirley Flott (saison 3, épisode 3)
  - Un homme à femmes (Ladies Man) (1999 - 2001) : Mitzi Stile
  - That '70s Show (2002 - 2003) : Bea Sigurdson (saison 5, épisodes 4, 8, 13 et 14)
  - Everwood (2003 - 2004) : Carol Roberts (saison 2, épisodes 10 et 21)
  - The Practice : Donnell et Associés (2004) : Catherine Piper (saison 8, épisodes 13 à 15)
  - Malcolm (2004) : Sylvia (saison 5, épisode 20)
  - Ma famille d'abord (2004) : Mrs. June Hopkins
  - Les Sauvages (2004 - 2005) : Mrs. Riley (saison 1, épisodes 11 et 16)
  - Boston Justice (2004 - 2005) : Catherine Piper
  - Joey (2005) : Margaret Bly (saison 2, épisode 5)
  - The Client List (2012)
  - Hot in Cleveland (2010 – 2015) : Elka Ostrovsky
- 1967 : Hondo : Angie Dow (Kathie Browne)
- 1978 - 1990 : Dallas : Marilee Stone (Fern Fitzgerald)
- 1979 - 1988 : Drôle de vie : Beverly Ann Stickle (Cloris Leachman)
- 1984 - 1989 : Aline et Cathy : Cathy Mc Ardle (Susan Saint James)
- 1984 - 1990 : Charles s'en charge : Lillian (Ellen Travolta)
- 1985 : Dynastie : Ashley Mitchell (Ali MacGraw)
- 1993 - 2003 : New York, police judiciaire : Grace Larkin (Rochelle Oliver)
- 1996 : Savannah : Eleanor Alexander Burton (Mimi Kennedy)
- 1996 : Loïs et Clark : Les Nouvelles Aventures de Superman : Dr Vita Duetsen (Caroline McWilliams)
- 1996 - 1999 : Dingue de toi : Theresa Stemple (Carol Burnett)
- 1996 - 1997 : Relativity : Eve Lukens (Mary Ellen Trainor)
- 1996 - 2001 : Troisième planète après le Soleil : Mamie Dubcek (Elmarie Wendel)
- 1997 : Sunset Beach : Julianna Deschanel (Constance Towers)
- 1997 : Profiler : Melinda Gillespie (Peggy McCay)
- 1998 - 2001 :Rude Awakening : Trudy Frank (Lynn Redgrave
- 2000-2007 : Gilmore girls : Emily Gilmore (Kelly Bishop)
- 2001 - 2002 : Philly : Ellen Armstrong (Dena Dietrich)
- 2002 : Inspecteur Barnaby : Rosalind Parr (Carmen Du Sautoy)
- 2002 - 2003 : Farscape : Scarran Ministre Akhna (Francesca Buller)
- 2003 - 2007 : Rosemary and Thyme : Laura Thyme (Pam Ferris)
- 2005 - 2012 : Dr House : Blythe House (Diane Baker)
- 2013 : Real Humans : 100 % humain : Greta Eischer (Inga Landgré)
- 2014 : Downton Abbey : Miss Denker (Sue Johnston[3])
- 2015 - 2017 : Better Call Saul : Irene Landry (Jean Effron)
- 2017 : Younger : Mary (Le Clanché du Rand)

### Jeux vidéo
- 2015 : The Witcher 3: Wild Hunt : la plupart des vieilles dames